# Николе, Жан-Батист
Жан-Батист Николе́ (фр. Jean-Baptiste Nicolet; 16 апреля 1728, Париж — 27 декабря 1796, там же) — французский парижский цирковой и театральный актёр и режиссёр, акробат, кукольник, антрепренёр, один из наиболее известных цирковых деятелей Франции XVIII века.
Был старшим сыном Гийома Николе — работника зверинца, актёра в театре марионеток, учителя танцев и скрипача. Первоначально выступал в цирке как танцор на канате и акробат, затем занимался преподаванием цирковой акробатики, канатоходчества и танцев на канате; его учениками были фактически все достигшие известности французские циркачи данных направлений. В 1753 году основал собственный театр марионеток, выступавший на ярмарках Сен-Жермена и Сен-Лорена (фр. Église Saint-Laurent de Paris), через несколько лет сам став актёром в небольших представлениях и исполняя роли арлекина и ростовщика. Сумел приобрести такую популярность у парижского населения, что имя его вошло в поговорку: «De plus fort en plus fort, comme chez Nicolet».
В 1759 году поселился на бульваре Тампль и начал ставить комические оперы и пьесы, ставшие частью репертуара Театра итальянской комедии. В 1763 году открыл собственный театр, получивший известность как театр Николе; пьесы для этого театра вскоре стали писать некоторые известные драматурги, а сам театр благодаря весёлому и разнообразному репертуару имел большой успех. 23 апреля 1772 года представление в его театре посетил король Франции Людовик XV. По состоянию на 1785 год в труппе Николе были заняты 30 актёров, 20 музыкантов и 60 танцоров. За год до смерти он продал свой театр одному из актёров своей труппы. Похоронен на кладбище Пер-Лашез.
К настоящему времени данные, указанные в статье об актёре Энциклопедического словаря Брокгауза и Ефрона, устарели. При жизни Николе театр менял названия: Théâtre des grands danseurs du Roi (1772—1789), Théâtre de la Gaîté (1789—1795). После смерти Николе театр сменил адрес и многократно переименовывался, последний в списке Théâtre de la Gaîté-Lyrique прекратил свою деятельность в 1974 году, а в занимавшем им здании ныне размещается культурный центр La Gaîté Lyrique.